# Tractats angloholandesos de 1870-71
Els Tractats anglo-holandesos de 1870-71 van ser tres tractats relacionats entre el Regne Unit i els Països Baixos relacionats a disputes colonials i altres temes colonials entre aquests dos països.
Aquests tractats van acabar per consolidar el control dels Països Baixos a les Índies Orientals i van permetre major flexibilitat al país europeu per reclutar treballadors del Raj britànic, a canvi de concessions comercials al Regne Unit i la cessió de la colònia de la Costa d'Or.

## Història
En 1868, dos tractats que regularien els assumptes colonials entre els Països Baixos i el Regne Unit estaven sent preparats. El primer tractava el control neerlandès sobre l'illa de Sumatra. Des de 1858, els neerlandesos havien sotmès al Sultanat de Siak Sri Indrapura al seu control, la qual cosa va causar protestes per part dels britànics. Al mateix temps, els britànics estaven molests amb les tarifes que els seus ciutadans havien de pagar per poder fer negocis allí. Estava clar per a les dues parts que el Primer Tractat de Sumatra de 1824 havia de ser revisat; a canvi del reconeixement del control total sobre Siak, els neerlandesos van permetre als britànics drets comercials igualitaris a Siak. L'altre tractat regulava el reclutament de treballadors per contracte de l'Índia Britànica per a la colònia holandesa de Suriname.
Aproximadament en aquesta mateixa època, Engelbertus De Waal, el nou ministre neerlandès liberal d'Assumptes Colonials, volia cedir la costosa colònia de la Costa d'Or Holandesa al Regne Unit, preparant un report preliminar a aquest efecte el 1869. A causa de l'opinió negativa sobre el report per part del Consell d'Estat, el tema va ser posposat. Tanmateix, mentre això passava el ministre De Waal va començar a negociar secretament amb els britànics per cedir la Costa d'Or als britànics, provocant així una proposta oficial de cessió feta pel govern britànic el 1870. El 21 de juny de 1870, el Consell d'Estat va respondre finalment en forma positiva a aquesta proposta, sota la condició d'aquesta cessió venja acompanyada amb el reconeixement del control i influència holandesa a les Índies orientals.
Per a aquest efecte, els holandesos van sol·licitar una aplicació més completa del tractat de reclutament per a treballadors per contracte, i una clàusula extra en el tractat de Siak que establia al Sultanat d'Atjeh (Aceh) com a part de l'àrea d'influència holandesa. Els britànics van rebutjar aquestes sol·licituds, i a causa que els mateixos Països Baixos havien provocat la sol·licitud britànica per a la cessió de la Costa d'Or, el govern holandès no va tenir una altra opció que signar els tractats de Reclutament i Siak el 8 de setembre de 1870.
Al mateix temps, els britànics havien afegit condicions addicionals a la cessió de la Costa d'Or, sol·licitant que els tractats de Siak i de Reclutament fossin ratificats en forma simultània, perquè el reclutament sol pogués ocórrer si els britànics tenien drets igualitaris a Siak. Per raons de prestigi personal, el ministre De Waal va sol·licitar que el tractat de la Costa d'Or fos ratificat també en forma simultània, fent els tres tractats dependents entre si. El Tractat de la Costa d'Or va ser signat el 25 de febrer de 1871.
No obstant això, el Tractat de Siak va ser rebutjat per la Cambra de Representants dels Països Baixos amb 36 vots contra 38, mentre que el Tractat de la Costa d'Or va ser adoptat amb 34 vots contra 30. En lloc de retirar els tres tractats, els britànics van concedir renegociar el Tractat de Siak, donat el seu profund interès a obtenir drets comercials igualitaris en Siak. A sol·licitud dels holandesos, el nou tractat, ara anomenat Tractat de Sumatra, va reconèixer la influència total dels Països Baixos sobre el Sultanat d'Atjeh. El nou tractat va ser signat a l'Haia el 2 de novembre de 1871, juntament amb un protocol addicional al Tractat de la Costa d'Or que va permetre als Països Baixos reclutar (una sola vegada) soldats per a l'Exèrcit de les Índies Orientals Holandeses a la Costa d'Or.
El Senat dels Països Baixos va adoptar els tres tractats el 17 i 18 de gener de 1872, obrint pas per la ratificació total dels holandesos el 17 de febrer de 1872. El 6 d'abril de 1872, la Costa d'Or Holandesa va ser cedida oficialment al Regne Unit.